# Jürgen vom Scheidt (Schriftsteller)
Jürgen vom Scheidt (* 7. Februar 1940 in Leipzig) ist ein deutscher Schriftsteller, Psychologe und Lehrer für kreatives Schreiben.

## Leben
Vom Scheidt, 1940 in Leipzig geboren, studierte Psychologie und promovierte 1975 an der Ludwig-Maximilians-Universität in München. Seine Dissertation Der falsche Weg zum Selbst – Studien zur Drogenkarriere erschien 1976. Ab 1958 verfasste er eine Reihe von Science-Fiction-Romanen und -Kurzgeschichten und war Herausgeber mehrerer Science-Fiction-Anthologien, darunter die mehrfach aufgelegten Sammlungen Das Monster im Park (1970) und Liebe 2002 (1971), eine Sammlung erotischer Science-Fiction-Erzählungen, die unter dem Pseudonym Thomas Landfinder erschien.
Neben Arbeiten zu Drogensucht, Träumen und Hochbegabung hat sich vom Scheidt vor allem als Lehrer für kreatives Schreiben einen Namen gemacht. Neben Lutz von Werder gehört vom Scheidt zu den Protagonisten der deutschen Schreibbewegung. Seit 1979 leitete vom Scheidt mit seiner Frau Ruth Zenhäusern (1946–2016) die Münchener Schreib-Werkstatt. Sein Ansatz ist durch die Verbindung von psychologisch-therapeutischen Ansätzen mit den Methoden des kreativen Schreibens geprägt.
Zusammen mit Ruth Zenhäusern gründete vom Scheidt 1996 in München das Institut für angewandte Kreativitätspsychologie (IAK). Beide entwickelten mit HyperWriting eine Form des kreativen Schreibens, die versucht, literarisches, buchmarktorientiertes Schreiben mit Schreiben als Selbsterfahrungs- und psychotherapeutischem Werkzeug zu kombinieren.
Ansatzpunkt der Methode ist der Abbau von Schreibblockaden (writer´s block) und allgemeinen Kreativitätsblockaden sowie die Entfaltung brachliegender Talente bei Hochbegabten.
Vom Scheidt reklamiert für sich, 1979 der Erfinder des Begriffes Entschleunigung gewesen zu sein.
1996 bis 2008 war er begleitender Dozent bei der Celler Schule.

## Bibliografie
Romane
- Männer gegen Raum und Zeit. Wiesemann, Wuppertal-Barmen 1958. Überarbeitete Fassung: vss-Verlag Hermann Schladt, Frankfurt am Main 2015, ISBN 978-3-9816951-2-0.
- Sternvogel. Bewin-Verlag, Menden/Sauerland 1960.
- als Munro R. Upton: Das unlöschbare Feuer. Bewin-Verlag, Menden/Sauerland ca. 1960.
- Der geworfene Stein. Schulz, Percha & Kempfenhausen 1975, ISBN 3-7962-0073-7.
- Rückkehr zur Erde. Ludwig, Pfaffenhofen/Ilm 1977, ISBN 3-7787-2020-1.
- als Thomas Landfinder: Die lebende Maschine. Bastei Lübbe #21093, 1977, ISBN 3-404-00656-9.

Sammlung
- Blues für Fagott und Zersägte Jungfrau : 24 Geschichten mit doppeltem Boden. Allitera, München 2005, ISBN 3-86520-121-0.

Kurzgeschichten
- Nur ein kleiner Fehler (1957)
- Eine unter vielen (1958)
- Welt des Schreckens (1958)
- Psarak Abukò (1964)
- Blindheit (1970)
- Der metallene Traum (1971)
- Die grösste Liebe (1971, als Thomas Landfinder)
- Der kleine Finger und die ganze Hand (1975, als Thomas Landfinder)
- Im Spiegelkabinett (1975)
- Sechs nette Untermieter (1979)
- Der Engel im Fegefeuer (1980)
- Triumph der Technik (1980, als Thomas Landfinder)
- Die Karawane hält an (1980, als Thomas Landfinder)
- Leise Stimme der Vernunft (2002)
- Der Geschichten-Erfinder (2003)

Anthologien (als Herausgeber)
- Das Monster im Park : 18 Erzählungen aus der Welt von morgen : Von Wernher von Braun bis Arthur C. Clarke. Nymphenburger Verlagshandlung, München 1970. Auch als: Dtv #961, 1973, ISBN 3-423-00961-6.
- als Thomas Landfinder: Liebe 2002 : Erotic science fiction. Bärmeier & Nikel, Frankfurt 1971. Auch gekürzt als: Fischer Orbit #22, 1973, ISBN 3-436-01687-X. Teilausgabe als: Sex im All : Erotische Erzählungen. Goldmann #8643, 1987, ISBN 3-442-08643-4.
- als Thomas Landfinder: Welt ohne Horizont : Neue Erzählungen aus der Welt von morgen. Arena, Würzburg 1975, ISBN 3-401-03729-3.
- Guten Morgen, Übermorgen : Utopische Geschichten und Gedichte von Menschen, anderen Wesen und fernen Welten. Ellermann, München 1975, ISBN 3-7707-6144-8.

Sachliteratur
- mit Wolfgang Schmidbauer: Handbuch der Rauschdrogen. Nymphenburger Verlagshandlung, München 1971, ISBN 3-485-01818-X. Überarbeitete und erweiterte Neuausgabe unter Mitarbeit von Monika Schulenberg: Fischer-Taschenbuch #16277, 2004, ISBN 3-596-16277-7.
- Innenwelt-Verschmutzung : Die verborgene Aggression; Symptome, Ursachen, Therapie. Droemer-Knaur, München & Zürich 1973, ISBN 3-426-04562-1.
- Freud und das Kokain : Die Selbstversuche Freuds als Anstoss zur „Traumdeutung“. Kindler-Taschenbücher #2113, 1973, ISBN 3-463-18113-4.
- Die Behandlung Drogenabhängiger. Nymphenburger Verlagshandlung, München 1974, ISBN 3-485-01830-9.
- Rätsel Mensch : Die geheimnisvolle Welt der Persönlichkeit : Psychologie für junge Leute. Arena, Würzburg 1975, ISBN  3-401-03752-8.
- Yoga für Europäer : Entspannung und Konzentration, aber richtig. Kindler-Taschenbücher #2226, 1976, ISBN 3-463-02226-5.
- Der falsche Weg zum Selbst : Studien zur Drogenkarriere. Kindler-Taschenbücher #2161, 1976, ISBN 3-463-02161-7. Überarbeitete Neuausgabe: Fischer Taschenbuch #3842, 1984, ISBN 3-596-23842-0.
- Wie schütze ich mich vor Leistungsdruck : Praktische Informationen für junge Menschen. Arena, Würzburg 1977, ISBN 3-401-03800-1.
- Entdecke dein Ich : Erkundungsfahrt ins Land der Psyche. Arena, Würzburg 1977, ISBN 3-401-03822-2.
- Singles : Alleinsein als Chance des Lebens. Heyne-Bücher #7083, 1979, ISBN 3-453-01041-8.
- Hilfen für das Unbewusste : Esoterische Wege der Selbsterfahrung. Pfeiffer, München 1980, ISBN 3-7904-0320-2. Überarbeitete Neuausgabe als: Antworten aus dem Unbewussten : Erfahrungen mit I-Ging, Tarot und anderen esoterischen Praktiken. Herderbücherei #1295, 1986, ISBN 3-451-08295-0.
- Wiedergeburt : Geheimnis der Jahrtausende. Heyne-Bücher #7200, 1982, ISBN 3-453-01706-4.
- mit Ruth Zenhäusern: Wege aus der Einsamkeit : wieder Sinn im Leben finden. Heyne-Bücher #7238, 1984, ISBN 3-453-01903-2.
- Das grosse Buch der Träume. Heyne-Bücher #7256, 1985, ISBN 3-453-01928-8.
- Im Zeichen einer neuen Zeit : Der Aufbruch der Menschen in eine andere Zukunft. Herderbücherei #1515, 1988, ISBN 3-451-08515-1.
- Kreatives Schreiben : Texte als Wege zu sich selbst und zu anderen ; Selbsterfahrung, Therapie, Meditation, Denkwerkzeug, Arbeitshilfe, Abbau von Schreibblockaden. Fischer Taschenbuch #4611, 1989, ISBN 3-596-24611-3.
- Der Weg ist das Ziel. 2 Bde. Droemer Knaur, 1989. Bd. 1: Bewusstseinserweiterung. Knaur #3910, ISBN 3-426-03910-9. Bd. 2: Selbsterfahrung. Knaur #3909, ISBN 3-426-03909-5.
- Konzepte für die Zukunft : Das neue Denken in Wissenschaft und Wirtschaft. Moderne Verlags-Gesellschaft, München & Landsberg 1990, ISBN 3-87959-422-8.
- Geheimnis der Träume : Wie man sie entschlüsseln und sich selbst besser verstehen kann. Mosaik, München 1992, ISBN 3-576-10044-X.
- Kurzgeschichten schreiben : Eine praktische Anleitung. Fischer Taschenbuch #11639, 1995, ISBN 3-596-11639-2.
- Zeittafel zur Psychologie von Intelligenz, Hochbegabung und Kreativität : Mit Beispielen zu Anwendungen der Zeittafel-Methode und einer ausführlichen Filmografie zur Hochbegabung. Allitera, München 2004, ISBN 3-86520-043-5.
- Das Drama der Hochbegabten : Zwischen Genie und Leistungsverweigerung. Kösel, München 2004, ISBN 3-466-30635-3.